# 製糖

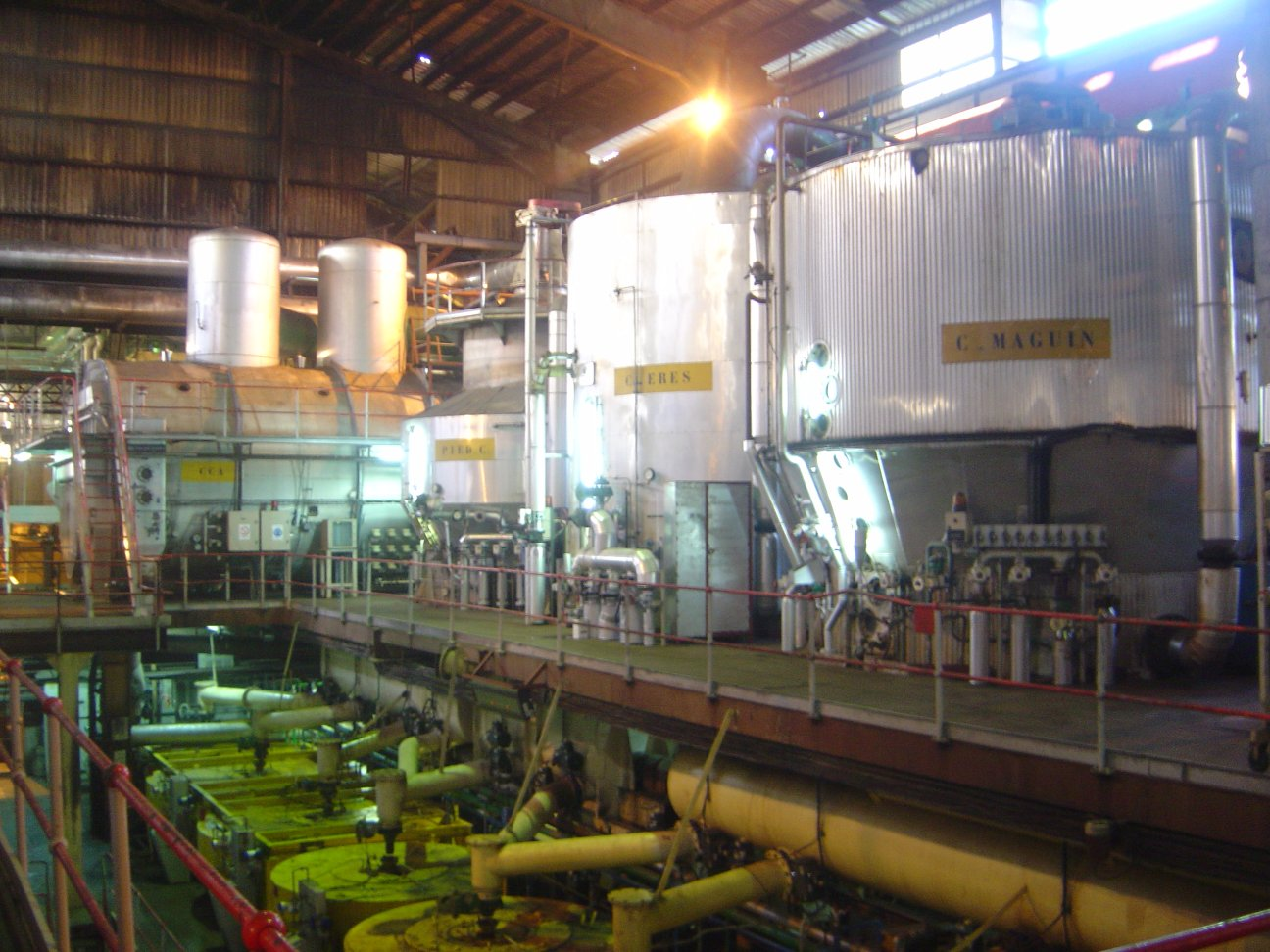
制糖工厂内景

製糖是製造食糖的產業，原料來源為甘蔗或甜菜，因其產品的體積遠小於原料，是一種原料區位的產業，目前生產糖最多的國家是古巴。
全世界糖業的大規模發展與地理大發現有關，歐洲人在西印度群島種植甘蔗，發展糖業，其後拿破崙戰爭時，歐陸的海運受到封鎖，因此開始糖用甜菜的種植，使歐洲也開始有製糖業

## 相關
- 食糖
- 蔗糖
- 煉糖